# Copacabana (Kolumbia)
Copacabana – miasto w Kolumbii, w departamencie Antioquia.